# Dišu tišinoj (videoalbum)
Dišu tišinoj je DVD video izdanje albuma Nikolaj Noskova. Album je izdan 2008. godine, a objedinjuje nekoliko koncerata povodom promoviranja trećeg studijskog albuma, Dišu tišinoj

## Popis pjesama
1. Dišu tišinoi (Дышу тишиной)
2. Zimjaa noć (Зимняя ночь)
3. Oćarovana, okoldovana (Очарована, околдована)
4. Ispoved' (Исповедь)
5. Uznat' tebja (Узнать тебя)
6. Daj mne šans (Дай мне шанс)
7. Moj drug (Мой друг)
8. Na Rusi (На Руси)
9. Dobroj noći (Доброй ночи)
10. Sneg (Снег)
11. Romans (Романс)
12. Eto zdorovo (Это здорово)
13. V raj (В рай)
14. Ja tebja prošu (Я тебя прошу)
15. Belaja noć (Белая ночь)
16. Paranoja (Паранойя)
17. Ja tebja ljublju (Я тебя люблю)
18. Eto zdorovo (Это здорово)

### Bonus video
1. A na menjšee ja ne soglasen (video spot)
2. Paranoja (video spot)
3. Sneg (video spot)
4. Romans (video spot)
5. Daj mne šans (video spot)
6. Ja tebja ljublju (video spot)
7. Spasibo (video spot)
8. Eto zdorovo (video spot)